# Ямболская область
Я́мболская о́бласть (болг. Област Ямбол) — область в Юго-Восточном регионе Болгарии.
Административный центр — город Ямбол. Площадь территории, занимаемой областью, 3335,5 км², что составляет 3,1 % от всей территории Болгарии. Население области — 131 447 человек.

## Географическое положение
На севере граничит со Сливенской областью, на западе с Хасковской областью, на востоке с Бургасской областью, а на юге — с Турцией.

## История
К 1961 году численность вольноживущего фазана на всей территории Болгарии составляла всего 2,5 тыс. голов и обычные биотехнические мероприятия не приводили к росту численности птицы. На территории Ямбольской области был создан крупный птицепитомник по искусственному разведению фазанов. В результате массового выпуска птиц уже в 1972 году численность фазанов в Болгарии была увеличена до 310 тыс..

## Административный центр
Административно область делится на пять общин:
1. Болярово,
2. Елхово,
3. Стралджа,
4. Тунджа,
5. Ямбол.

В области кроме Ямбола есть ещё три города — Стралджа, Елхово и Болярово. Также на территории Ямболской области расположены 105 сёл.

## Население
| Этнические группы (2011) | Этнические группы (2011) | Этнические группы (2011) | Этнические группы (2011) | Этнические группы (2011) |
| Этническая группа        |                          |                          | Процент                  |                          |
| ------------------------ | ------------------------ | ------------------------ | ------------------------ | ------------------------ |
| Болгары                  |                          |                          | 86.9 %                   |                          |
| Цыгане                   |                          |                          | 8.5 %                    |                          |
| Турки                    |                          |                          | 2.9 %                    |                          |
| Другие                   |                          |                          | 1.7 %                    |                          |